# Bataille de Sanaa (2017)
Pour les articles homonymes, voir bataille de Sanaa.
- Zone contrôlée par le Congrès général du peuple
- Zone contrôlée par les Houthis

Guerre civile yéménite
Batailles
- Bataille d'Amran
- 1re Bataille de Sanaa
- Bataille de l'aéroport d'Aden
- 1re Bataille d'Aden
- Bataille de Taëz
- 1re Bataille de Moukalla
- 2e Bataille de Moukalla
- 2e Bataille de Sanaa
- 2e Bataille d'Aden
- Bataille d'al-Hodeïda
- Prise de Socotra
- 3e Bataille d'Aden
- 4e Bataille d'Aden
- Offensive de Najran
- Attaque d'Abqaïq et de Khurais
- Offensive d'Al Bayda
- Offensive d'Al Jawf
- Bataille de Marib

La bataille de Sanaa débute le 29 novembre 2017 lors de la guerre civile yéménite. Elle oppose les Houthis et les partisans de l'ancien président Ali Abdallah Saleh, qui trouve la mort lors des combats, le 4 décembre.

## Prélude
Pour un article plus général, voir guerre civile yéménite.
À la fin de l'année 2017, la situation au Yémen est au point mort : les lignes de front n'ont presque pas évolué depuis deux ans, la population est au bord de la famine et un blocus maritime, aérien et terrestre est imposé depuis le 6 novembre par la coalition menée par l'Arabie saoudite,,.
Le 28 novembre 2016, les Houthis et le Congrès général du peuple, forment un gouvernement dissident, dirigé par Abdel Aziz ben Habtour. Celui-ci démissionne le 6 avril 2017, après des tensions avec les Houthis. En effet, Saleh al-Sammad avait refusé que le ministre des Affaires étrangères Hicham Charaf Abdallah soit, comme voulu par le Congrès général du peuple, aussi ministre du Plan. En septembre 2017, les Houthis font remplacer le ministre de la Santé, proche de Saleh, et limogent des fonctionnaires proches de l'ancien président, puis, en octobre, ils assiègent le ministère des Affaires étrangères, lui aussi dirigé par un pro-Saleh. D'une manière générale, les Houthis nomment leurs membres à la tête des renseignements et de l'armée et infiltrent également le Congrès général du peuple,.
À l'été 2017, la fragile alliance conclue entre les Houthis et les partisans de l'ancien président yéménite, Ali Abdallah Saleh, commence à vaciller. Alors qu'Ali Abdallah Saleh qualifie les Houthis pour la première fois depuis leur alliance de « miliciens », Abdul-Malik al-Houthi l'accuse de « franchir la ligne rouge », d'être un « traître » et le menace de « subir les conséquences ». Ensuite, des négociations permettent un retour au calme après des heurts ayant fait trois morts et commencés le 24 août, date anniversaire de la fondation du Congrès général du peuple, mais l'ex-président Saleh commence alors à se rapprocher de l'Arabie saoudite ; selon Adam Baron, chercheur associé au Conseil européen des relations internationales son retournement s'explique par « une frustration de voir les houthistes se comporter comme un État dans l'État, en rejetant le partenariat établi ». Selon Louis Imbert, journaliste du Monde : « Pour de nombreux Yéménites, l’alliance de pur intérêt entre Saleh et les houthistes était destinée un jour à éclater. [...] Les deux camps rebelles se déchiraient silencieusement sous la pression de la coalition, qui les privait de ressources financières en resserrant son blocus. M. Saleh conservait cependant un capital politique. Il était le seul à maintenir un contact permanent avec la coalition – plusieurs dizaines de membres de sa famille vivent en résidence surveillée aux Emirats arabes unis, dont son fils et héritier, Ahmed Ali. Au Yémen aussi, l’ex-président conservait des rapports avec les différentes factions du pouvoir légitime. Surtout, il savait jouer du ressentiment de la population contre les houthistes, à cause des conséquences du blocus ».

## Déroulement

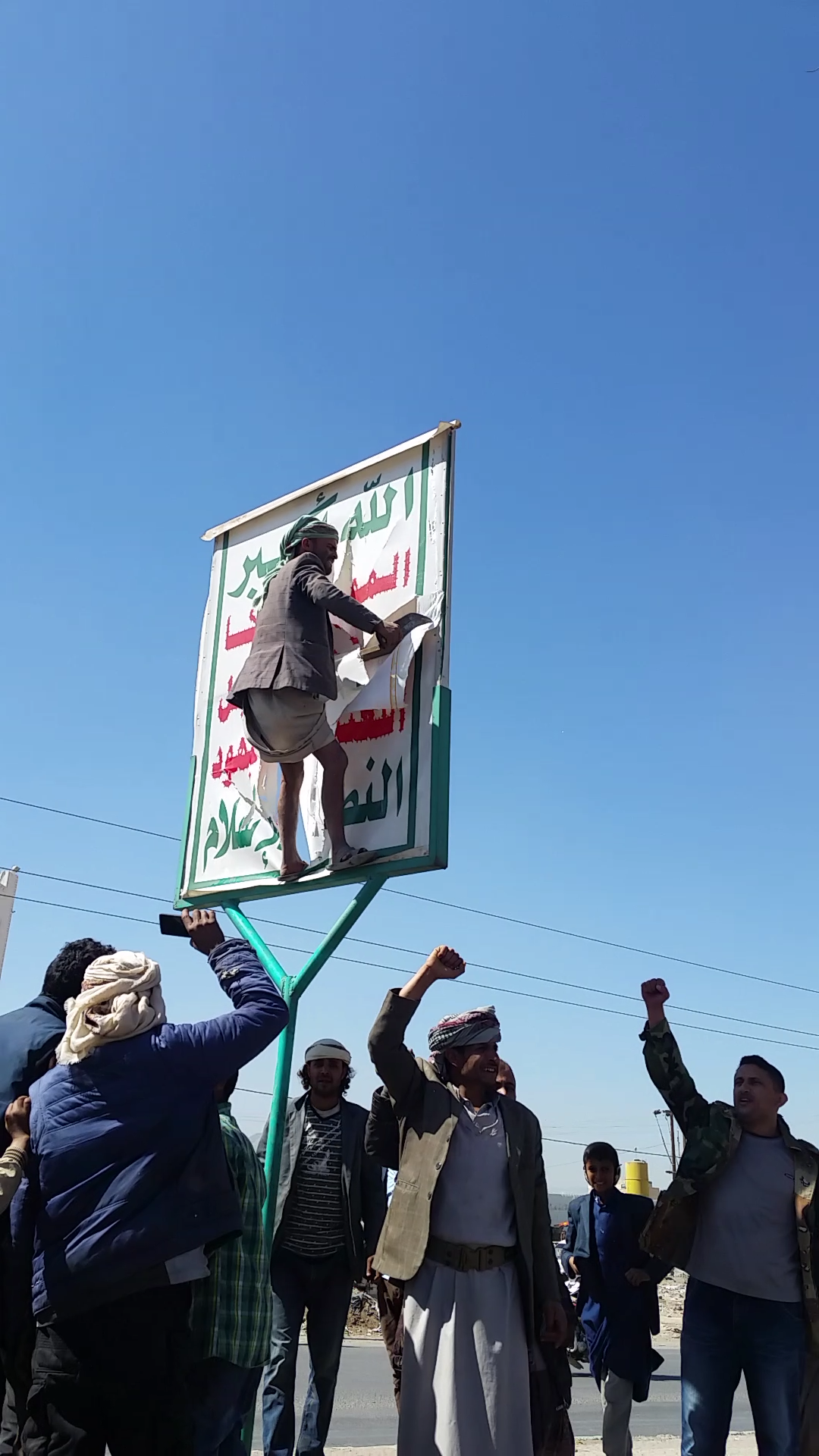
Partisans d'Ali Abdallah Saleh retirant la bannière des Houthis, le 2 décembre 2017.

Le 29 novembre, les combats éclatent à Sanaa. Les premiers heurts surviennent lorsque les Houthis tentent de prendre le contrôle de la mosquée al-Saleh, la plus grande du Yémen ; les gardes, acquis à l'ancien président, s'y opposent. Le 30 novembre, les Houthis réalisent une démonstration de force en rassemblant plusieurs dizaines de milliers de manifestants dans une place de la capitale.

Carte avant l'offensive houthiste.
Zone contrôlée par le Congrès général du peuple
Zone contrôlée par les Houthis

Le 2 décembre, Ali Abdallah Saleh tend la main à l'Arabie saoudite, ce que les Houthis dénoncent aussitôt comme une « grande trahison »,. L'ex-président Saleh se déclare prêt à « tourner la page » à condition que la coalition militaire soutenue par l'Arabie saoudite suspende ses opérations militaires et mettent un terme à son blocus. Le même jour, le Congrès général du peuple appelle la population à se soulever contre les Houthis. Des manifestants pro-Saleh défilent à leur tour dans la capitale, déchirant les drapeaux et les affiches du mouvement houthi.
Les premiers jours de combats sont plutôt à l'avantage des forces pro-Saleh. Le 3 décembre, ces dernières se déploient en nombre et bloquent plusieurs rues du centre-ville, avant de tenter de prendre le contrôle du quartier d'Al-Jarraf, un bastion des Houthis.
De son côté, l'Arabie saoudite mène des raids aériens le 3 décembre à l'aube contre des positions houthies au sud de Sanaa. Ces raids se poursuivent le lendemain, près de l'aéroport international et du ministère de l'Intérieur, tombé aux mains des Houthis,.
Le nord de la capitale est alors contrôlé par les Houthis et le sud par les forces pro-Saleh, mais l'équilibre des forces finit par pencher en faveur des premiers ; ils s'emparent notamment du siège de la télévision de Saleh, Yemen Today.
Le matin du 4 décembre 2017, Ali Abdallah Saleh est tué. Sa mort survient lors de l'attaque de son convoi dans le quartier de Sanhan dans le sud-est de Sanaa, peu de temps après la proclamation de la victoire par les Houthis. Selon Le Figaro : « Les circonstances dans lesquelles il a été tué restaient cependant incertaines. Selon une première version, il a trouvé la mort au sud de Sanaa. Des rebelles auraient immobilisé sa voiture à l'aide d'un lance-roquettes avant de l'abattre. Selon une seconde version avancée par une chaîne saoudienne, il aurait succombé à un tir de sniper ». Le lieu de sa mort demeure également flou, certaines sources affirment qu'elle a eu lieu dans sa résidence, tandis que d'autres affirment que c'est dans une embuscade au sud de Sanna qu'il est mort en tentant de fuir vers Marib, tenue par les loyalistes. Le domicile de Saleh, situé au sud de la capitale, a également été dynamité par les Houthis dans la matinée. Arif al-Zouka, le secrétaire général du Congrès général du peuple, est également tué dans l'attaque du convoi,. La mort du secrétaire général adjoint Yasser al-Awadi a été annoncée puis démentie. Un des fils de l'ancien président, Khaled, aurait pour sa part été fait prisonnier. Le chef des Houthis, Abdul-Malik al-Houthi, salue la mort de Saleh en parlant d'un « grand jour, exceptionnel et historique, qui a vu la défaite du complot et de la trahison » et d'un « jour de deuil pour les forces de l'agression ».
Les combats se poursuivent à l'avantage des Houthis le soir du 4 décembre, mais dans une moindre intensité, alors que la coalition saoudienne continue ses raids aériens sur la capitale,. Dans la soirée, toutes les positions tenues par les pro-Saleh à Sanaa sont aux mains des Houthis. La mort de Tarek Saleh, le neveu de l'ancien président Saleh et l'un de ses plus importants commandants militaires, est également annoncée, puis démentie, lorsqu'on apprend sa fuite vers les territoires loyalistes. Le 11 janvier 2018, il fait son apparition à Chabwa lors des funérailles du secrétaire général du CGP, Arif al-Zouka.

## Les pertes
Le 4 décembre, le Comité international de la Croix-Rouge (CICR) donne un bilan provisoire de 125 morts et 238 blessés, en précisant que les combats livrés dans la nuit du 3 au 4 décembre ont été les plus durs,. Au matin du 5 décembre, le bilan passe à au moins 234 morts et 400 blessés.

## Réactions
Le retournement d'Ali Abdallah Saleh contre les Houthis est accueilli positivement par l'Arabie saoudite et les Émirats arabes unis ; Riyad salue son initiative pour « libérer le Yémen des milices pro-iraniennes ».
Le 4 décembre, le président Abdrabbo Mansour Hadi ordonne à ses troupes de passer à l'offensive contre les Houthis dans le district de Nihm, à l'Est, afin de reprendre la capitale ; il propose également une « amnistie générale et totale » à tous ceux qui se détourneront des Houthis,,.
Le 5 décembre, Ahmed Ali Abdallah Saleh, précédemment assigné à résidence aux Émirats arabes unis, appelle depuis l'Arabie à venger la mort de son père et affirme vouloir mener le combat contre les Houthis.
Le jour même, Ahmed Aboul Gheit, secrétaire général de la Ligue arabe, affirme que la mort de Saleh « présage d'une explosion de la situation sécuritaire » et que cet « assassinat, et la façon dont il a été perpétré, révèle à tous la nature criminelle, dépourvue d'humanité, de cette milice qui constitue la raison principale de la dévastation qui a frappé ce pays ».

## Analyses
Pour l'anthropologue Franck Mermier, directeur de recherche au CNRS, « L'Arabie saoudite va pouvoir s’engager de manière encore plus marquée. Sa propagande, selon laquelle l’Iran contrôle la rébellion, est renforcée. L’inconnue réside dans l'attitude des tribus restées fidèles à Saleh. Leur soutien va-t-il s’effondrer ? Ou vont-elles à l’inverse vouloir venger sa mort ? Les loyalistes peuvent par ailleurs compter sur une partie de la population de Sanaa qui était pro-Saleh et qui sera encore plus hostile ».
Selon Louis Imbert, journaliste pour Le Monde : « Avec M. Saleh, Riyad a perdu un atout unique, capable de peser de l’intérieur sur la rébellion, et qui apparaissait comme l’un des hommes les plus à mêmes de négocier un éventuel accord politique. Sans lui, Sanaa n’est plus qu’un fief exclusivement aux mains des houthistes et de leur parrain iranien, le grand rival régional de l’Arabie saoudite ».
Pour Maged Almadhaji, du Sanaa Center for Strategic Studies, « L'avenir de la politique au Yémen a complètement changé, Saleh en était la fondation, maintenant il est parti », ajoutant que « Saleh avait soulevé un grand espoir de mettre fin à la domination des Houthis » et que « ce n’est pas que les gens l'aimaient, mais c’était une chance de mettre fin au règne d’une milice redoutable ». Il ajoute que « les gens ont été bouleversés » par sa mort « parce qu’ils ont eu le sentiment qu’une occasion importante avait été manquée ». Pour l'institut Soufan, « Il n'y a pas de personnalités politiques yéménites comparables en termes d’influence » et que « le résultat à court terme de la mort de Saleh pourrait être une augmentation des combats entre forces locales, ce qui pourrait entraîner une intensification des interventions étrangères ». Pour Randa Slim, employée au Middle East Institute, « chacun, au niveau local et régional, voudra que ce cycle militaire se poursuive pendant un certain temps avant d’être prêt à s’asseoir à la table des négociations » et que « le Yémen s'achemine vers davantage de conflits où toutes les parties chercheront à changer la trajectoire en leur faveur »,.

## Conséquences
Le 13 décembre 2017, Abdel Aziz ben Habtour décide de retirer sa démission.
Le 7 janvier 2018, Sadeq Amin Abou Rass devient président du Congrès général du peuple.
Parlant sous couvert d'anonymat, un dirigeant du parti, se décrivant comme un fidèle de Saleh et affirmant ne pas avoir souhaité une telle fin pour celui-ci, affirme en janvier 2018, que des membres du parti, dont il fait partie, avaient décidé de se rallier aux Houthis, qu'ils considèrent comme une force puissante sur le terrain, pour éviter de subir le même sort que Saleh lui-même et garantir ainsi leur sécurité et celle de leurs familles. Mohammed al-Dalaïmi, un analyste yéménite membre des Houthis, affirme que son groupe est prêt à continuer à accepter le soutien de ces membres du congrès, arguant que Saleh avait demandé à ses troupes d'aller au combat pour obtenir des fonds de la part des saoudiens, et que la plupart de ces troupes combattent désormais la coalition aux côtés des Houthis.
Le 3 octobre 2018, à la suite d'une médiation omanaise, les Houthis libèrent deux des fils de Saleh, Salah et Madyan, qui embarquent alors pour Amman.